# Свен Рюделль
Свен Рю́делль (швед. Sven Rydell, нар. 14 січня 1905, Гетеборг — пом. 4 квітня 1975, Гетеборг) — шведський футболіст, що грав на позиції нападника. По завершенні ігрової кар'єри — тренер. Другий бомбардир в історії збірної Швеції (49 голів) після Златана Ібрагімовича.

## Клубна кар'єра
У дорослому футболі дебютував 1920 року виступами за команду клубу «Гольменс», в якій провів чотири сезони.
Своєю грою за цю команду привернув увагу представників тренерського штабу клубу «Ергрюте», до складу якого приєднався 1924 року. Відіграв за команду з Гетеборга наступні шість сезонів своєї ігрової кар'єри.
Протягом 1930—1931 років захищав кольори команди клубу «Редбергслідс».
1931 року повернувся до «Ергрюте», за який відіграв ще 3 сезони. Завершив професійну кар'єру футболіста в 1934 році.

## Виступи за збірну
1920 року дебютував в офіційних матчах у складі національної збірної Швеції. Протягом кар'єри в національній команді, яка тривала 11 років, провів 43 матчі, забивши 49 голів, що було рекордом результативності серед гравців шведської збірної до 2014 року, коли його перевершив Златан Ібрагімович.
У складі збірної був учасником Олімпійських ігор 1924 року, став бронзовим призером змагань.

## Кар'єра тренера
Розпочав тренерську кар'єру відразу ж по завершенні кар'єри гравця, 1934 року, очоливши тренерський штаб клубу «Ергрюте». Досвід тренерської роботи обмежився цим клубом.

## Титули та досягнення

### Гравець
- Бронзовий призер Олімпійських ігор (1):

1924
- Чемпіон Швеції (2):

«Ергрюте»: 1925–26, 1927–28